# Боу-роуд (станція метро)
51°31′38″ пн. ш. 0°01′29″ зх. д. / 51.52722° пн. ш. 0.02472° зх. д.
Боу-роуд (англ. Bow Road) — станція Лондонського метрополітену ліній Дистрикт та Гаммерсміт-енд-Сіті. Станція знаходиться на Боу-роуд у районі Боу, Лондон, у 2-й тарифній зоні, між метростанціями Майл-Енд та Бромлі-бай-Боу. В 2017 році пасажирообіг станції — 5.66 млн пасажирів
- 2. червня 1902 — відкриття станції у складі Whitechapel and Bow Railway

## Пересадки
- На автобуси London Buses маршрутів 25, 205, місцевий маршрут 425 та нічний маршрут N205.[4]
- У кроковій досяжності знаходиться станція Боу-черч Доклендського легкого метро

## Послуги
| Попередня станція | Лінія                           | Лінія                                      | Лінія | Наступна станція |
| ----------------- | ------------------------------- | ------------------------------------------ | ----- | ---------------- |
| Бромлі-бай-Боу    |                                 | Лондонське метро Лінія Гаммерсміт-енд-Сіті |       | Майл-Енд         |
| Бромлі-бай-Боу    | Лондонське метро Лінія Дистрикт |                                            |       | Майл-Енд         |